# Capitaine Blomet
Pour plus de détails, voir Fiche technique et Distribution.
Capitaine Blomet est un film français réalisé par Andrée Feix et sorti en 1947.

## Synopsis
Au retour du cimetière où il vient d'enterrer sa femme, le capitaine Blomet, est sur le point de se suicider, lorsque son valet de chambre lui fait découvrir que la défunte a eu 17 amants. Blomet entreprend de laver son honneur de différentes manières selon ses rivaux.

## Fiche technique
- Titre : Capitaine Blomet
- Réalisation : Andrée Feix
- Scénario : Gérald Devries, d'après la pièce de théâtre éponyme d'Émile Bergerat (1901)
- Adaptation : Henri Decoin
- Dialogue : Gérald Devries
- Décors : Jacques Krauss
- Costumes : Rosine Delamare
- Photographie : Maurice Pecqueux
- Son : René Sarazin
- Musique : Jean Wiener
- Photographes de plateau : Léo Mirkine, Roger Corbeau
- Pays :  France
- Format : Noir et blanc - 1,37:1 - 35 mm - Son mono
- Pays d'origine : France
- Genre : Comédie
- Durée : 95 minutes
- Date de sortie : 
  - France : 19 septembre 1947

## Distribution
- Fernand Gravey : Capitaine Blomet
- Gaby Sylvia : Micheline de Mandane
- Made Siamé : Mme de Guérinière
- Jean Meyer : Justin
- Henri Crémieux : Le premier témoin de Cugnac
- Jacques Tarride
- Denise Prêcheur
- Étienne Decroux
- Suzanne Flon : La maîtresse de Rodolphe
- Jean Gold
- Jacques Henley
- Jacques Erwin : 	M. de Cugnac
- Jean Carmet : Le cocher
- Franck Maurice : Le cocher
- Jean-Roger Caussimon : Clodimir
- Jacques Castelot : Rodolphe
- Jean d'Yd
- Colette Fleuriot
- Zita Fiore
- Marcelle Praince